# محمد مراد
محمد مراد هو ممثل تونسي، ولد بمدينة تونس في 15 سبتمبر 1990.

## النشأة والمسيرة
درس بالمعهد الدراسات التجارية العليا بقرطاج. اشتهر بدور مهدي بن سالم في مسلسل ناعورة الهواء وأيضاً عن دوره قاسم في مسلسل تاج الحاضرة الذي تم بثه على قناة الحوار التونسي في رمضان 2018.
في ديسمبر 2014، ظهر على غلاف مجلة تونيفيزيون.

## فيلموغرافيا

### الأفلام
- 2012: طفل الشمس الطيب الوحيشي : فافو
- 2012: ملاحظة كاذبة مجدي السميري
- 2015: Dicta Shot مختار العجيمي
- 2016: وه![6] إسمهان لحمر : سليم

### المسلسلات
- 2013: ليام خالد البصراوي : إسكندر
- 2014: طالع ولا هابط مجدي السميري : يوري
- 2014 و2015 : ناعورة الهواء مديح بالعيد : مهدي بن سالم
- 2015 : بوليس 2.0 (الحلقة 6 من الموسم الأول) مجدي السميري: مهند (ضيف شرف)
- 2015 و2017: سلطان عاشور 10 (المواسم 1 و 2) إخراج جعفر قاسم: جواد
- 2016: الأكابر مديح بلعيد: محمد العثماني
- 2016 و2017: فلاش باك مراد بن الشيخ: وليد
- 2018 : تاج الحاضرة سامي الفهري: قاسم
- 2019 : القضية 460 مجدي السميري: يوسف إسماعيل
- 2019 و2021 : مشاعر محمد قوق: مراد
- 2023-2024 : فلوجة سوسن الجمني: عبد القادر شهر كادير
- 2025: الفطنة سوسن الجمني: طه

### برامج
- 2015 : دبارة تونسية مع هناء الفهري على الحوار التونسي
- 2015 : رمضان شوتايم على موزاييك أف أم مع علي بنور ونجلاء بن عبد الله والهادي زعيم
- 2016 : عرب كاستينغ على أبو ظبي تيفي: متسابق
- 2018 : حكايات تونسية على الحوار التونسي : ضيف الحلقة 3 من الموسم 3 الجزء 2
- 2019 : عبدلي شوتايم مع لطفي العبدلي على التاسعة : ضيف الحلقة 4 للموسم 3 الجزء 3
- 2020 : ديما لاباس لنوفل الورتاني على التاسعة : ضيف الموسم 2
- 2021 : داري دارك لآمال السماوي : ضيف شرف الحلقة 58

### فيديوهات
- 2014: مكان ترويجي معادش بكري للتسجيل في القوائم الانتخابية ، من إنتاج Tunistudio
- 2015 : ومضة ترويجية لجمعية Tunespoir للمخرج مديح بلعيد[7]

## وصلات خارجية
- محمد مراد على موقع IMDb (الإنجليزية)
- محمد مراد على موقع قاعدة بيانات الأفلام العربية
- محمد مراد على موقع ميوزك برينز (الإنجليزية)
- محمد مراد على موقع قاعدة بيانات الفيلم (الإنجليزية)
- محمد مراد على موقع كينوبويسك (الروسية)